# ナイターオフ
ナイターオフは日本の民放AMラジオ局における、プロ野球のナイター中継がない期間。毎年10月第1月曜日から、翌年のプロ野球開幕戦のある週の日曜日までにあたる。
この期間に行われる番組編成をナイターオフ編成、番組自体をナイターオフ番組と呼ぶ。この項目ではこのことについて扱う。
対義語は「ナイターイン」。プロ野球シーズンの番組編成をナイターイン編成、この期間の番組をナイターイン番組という。
ナイターオフ番組は、基本的に次のシーズンが開幕した時点で終了することを前提としているが、中にはシーズンオフ恒例の番組に発展することや別の枠でレギュラーに昇格することもある。音楽番組や、JRN・NRNキー局の番組購入が多い。

## キー局における番組編成の詳細
シーズンインにおいて試合が開催される曜日（おおむね月曜日以外の毎日）の18時 - 22時にそれぞれつなぎ番組を放送する。ただし、優勝のかかったチームの試合、クライマックスシリーズ、日本シリーズ、ワールド・ベースボール・クラシック日本代表（侍ジャパン）の試合がある場合は優先して野球中継を編成することが多い。また、ニッポン放送はサッカー日本代表の試合、TBSラジオはボクシング中継がある日は番組を中断する事が多い。
放送期間はナイターオフのみの前提で制作されるが、番組が好調の場合はナイターインを迎えても試合が開催されない月曜日（局によっては土日も）において継続したり、時間帯を移動して継続されたりすることもある。

### 平日18時台
TBSラジオ
18時台はスポーツニュース（プロ野球ストーブリーグ情報）、ニュースなど、報道番組が放送。2010年度から19時台の音楽番組を引き伸ばし4時間の音楽番組のち、2015年オフまでは『ザ・トップ5』、2016年オフは『TOKYO JUKEBOX』、2017年オフは『THE FROGMAN SHOW A.I.共存ラジオ好奇心家族』を放送していたが、2017年度をもって同局が野球中継の打ち切りを発表し、ナイターオフ編成も廃止された（2018年春以降は宇多丸（RHYMESTER）を起用の『アフター6ジャンクション』を放送していたが、JRNの系列局には同番組を同時ネットせず、自社制作番組を放送している地域も多く存在している。なお、2023年度後半よりこの枠は『荻上チキ・Session』が移動する。）
文化放送
18時30分からは『ミュージックギフト〜音楽・地球号』（ナイターインは週1回日曜の放送だが、ナイターオフは平日帯に放送）が編成されていることから、前の番組を18時30分まで延長するか、番組を中断する必要がある。同番組は2013年3月をもって終了し、2013年度オフ以降は『ココロのオンガク 〜music for you〜』を半年間限定で放送している。なお、2016年オフより放送枠が18:45より15分に縮小されている。2020年度オフはプロ野球の開幕が遅れた関係もあり、月曜日を除き、放送開始が11月にずれ込んだ。2021年度オフは『カラフルレンズ』を9月28日より放送（金曜18:30 - 18:45は『峰竜太とみんなの信州』を放送。）。2022年度オフは9月27日より『西川あやの おいでよ!クリエイティ部』（2022年4月より放送）を1時間延長して放送した。2023年度オフは10月3日より『文化放送スポーツスペシャル』を放送開始。2024年3月28日まで編成・放送された。
今季オフを持って「ココロのオンガク」は終了した。
2024年度オフは10月1日より『おつかれさま』が火 - 金曜17:45 - 18:45に放送される。
また、続く18:45-19:00枠（月 - 金曜）も『みんなの音楽室』に番組が替わる。
ニッポン放送
『ヨッ!お疲れさん』が長年放送されていたが、2006年をもって終了。ショウアップナイターのオフ企画に内容変更したが、2013年オフからはダイノジの大谷ノブ彦を起用した『〜今日も一日〜 Good Job ニッポン』を、2014年からは『今夜もオトパラ!』を開始し、2017年度まで放送されていた。2018年度は『今夜もオトパラ』を編成せず、『オールナイトニッポンPremium』を18時 - 20時30分まで編成した。2019年度は『オールナイトニッポンPremium』が後述の通り、土曜19:00 - 21:00に編成され、平日には『ザ・フォーカス』（月 - 木曜）、『ザ・フォーカス〜フライデースペシャル』（金曜）をそれぞれ18:00 - 20:20に生放送した。
2020年度についてはこちらもプロ野球の開幕が遅れたため11月10日より火 - 木曜は笑福亭鶴光を起用した『鶴光の噂のゴールデンリクエスト』を17:30 - 19:00に生放送した。金曜については『安東弘樹 Let’s Go Friday』を放送。また、月曜は従来年度上半期の通年固定番組を据え置きにする編成となった。
2021年度については1年延期した2020年東京オリンピックによる7月20日-8月12日の公式戦中断と、同年のプロ野球セ・リーグの優勝争いが縺れ込んだ影響で、10月27日よりナイターオフ編成を開始した。火 - 木曜・金曜いずれも前年度オフと同様に『鶴光の噂のゴールデンリクエスト』『安東弘樹 Let’s Go Friday』が継続された。
2022年度は火曜に『古家正亨 K TRACKS』を、水 - 金曜に『鶴光の噂のゴールデンリクエスト』をそれぞれ17:30 - 20:30枠に放送した。
2023年度は火 - 金曜17時30分 - 18時に『伊集院光のタネ』を、18時以降は『古家正亨 K TRACKS』（火曜）と『鶴光の噂のゴールデンリクエスト』（水 - 金曜）をそれぞれ放送した。
2024年度オフは『伊集院光のタネ』を17:30-18:00へ戻す以外は火 - 木曜は『鶴光の噂のゴールデンリクエスト』を放送する。
金曜の同枠は『泉房穂の情熱ラジオ』を10月4日より放送する。

### 平日19時-20時台
19時台、20時台にはそれぞれ局により違う傾向の番組が放送される。
TBSラジオ
長年、懐メロによる電リク音楽番組ザ・ヒットパレードが組まれていたが、2000年代に入り、FMDJの大槻りこを起用した情報番組『E-NITE』を放送開始、2006年には若年層向けに製作された半年限定プロジェクト『あべこうじのポッドキャスト番長』が放送されたが、以降は懐メロ、J-POP、洋楽、クラブミュージックを選曲した音楽番組が放送されている。2013年から18 - 19時台、20 - 21時台に分解され2時間ずつのワイド枠となったが、2017年度オフを以て終了した。
文化放送
1986年度以降、18時 - 20時には、『夜はキラキラ寺チャンネル』や『邦丸・ナースのラジオ横丁一番地』など、20時以降の客層を変えた編成が組まれていた。1994年度以降長年、『セイ!ヤング21』と斉藤一美の冠番組が組まれた年以外は電リクによる音楽番組が組まれていた。『竹内靖夫の電リクハローパーティー』終了以後、『センパツ!』、『菅野しろうのアナログ情報バラエティ しろバラ』『SET UP!!』等、情報バラエティ番組が組まれている。2013年オフ改編で20時 - 22時に火 - 金曜の帯でワイド『オトナカレッジ』が組まれ、19時台はアイドル番組枠となった。しかし、19時台の聴取率低迷などを受け「オトナカレッジ」は日曜早朝の収録放送へ変更された。2016年度は17:50 - 21:00のワイド番組『情報ミックスバラエティ パズル』、2017年度は19:00 - 21:00のワイド番組『渋谷×文化ラジオ』、2018年度は『SHIBA-HAMA×RADIO』を放送。しかし、いずれも聴取率で苦戦したため、2019年度は『みらいブンカ village』を冠にした、曜日別の4つのワイド番組が放送された（この内、水曜は文化放送A&Gゾーン番組）。
2020年度はプロ野球の開幕が6月にずれ込んだため、同年のオフワイド『卒業アルバムに1人はいそうな人を探すラジオ』は11月3日放送開始となった。同番組はその後一部出演者のみ翌年度も日曜19時にレギュラー継続で対応している。
2021年度は『カラフルオセロ』を火 - 木曜に放送。金曜の19時台前半は2021年秋改編により曜日や時間移動される『みんなにエール!』（9月までは土曜5:35 - 5:50に放送。）と『白石聖のわたくしごとですが…』（移動前は原則月曜18:45 - 19:00に放送していたがオフ定番の『ココロのオンガク』に切り替わるため移動。）、19時台後半は2021年7月3日より土曜18時台前半に放送されていた『Girls²のがるがるトーク!』、金曜20時台の前半枠は『堀江由衣×浅野真澄の#とれとれ』を、後半枠は『さだまさし セイ!シュン49.69』をそれぞれ放送した。
2022年度は月曜は通年編成、火・水曜は『おいでよ!青春る（アオハル）』を9月27日より19:00 - 21:00枠で生放送する。9月29日からの木曜は19:00 - 19:30に『Lucky²のラッキートーク!』、19:30 - 19:45に『就活イチゴイチエ』、19:45 - 20:30に『ナニモノ!』、20:30 - 21:00に『壇蜜の耳蜜』（月曜21時より移動）を、9月30日からの金曜は19:00 - 20:30に『文化放送フライデープレミアム（第3期）』、20:30 - 21:00『アンジェリーナ1/3のA世代!ラジオ』をそれぞれ放送。
2023年度は月曜19時-20時は『浜松町Innnovation Culture Cafe』を放送、それ以外は21時まで通年番組。火・水曜の19時 - 21時は『好きがつながる!』を放送。出演者は日替わりとなる。木・金曜は木曜19時に『Appare!のがむしゃらファンファーレ♫』、木曜19時30分に鎌田俊哉の!えモンカケ、木曜20時に『カラムの音楽一夜』、木曜20時30分に『文化放送音楽委員会』がそれぞれ放送開始、金曜19時は『文化放送フライデープレミアム（第4期）』、金曜20時は『アーサー・ビナード ラジオぽこりぽこり』、金曜20時30分は『スギ薬局presents小野賢章のビビビ!』をそれぞれ放送。
しかし、『文化放送音楽委員会』は10月26日で終了。11月2日が本来最終回の予定だったが「プロ野球日本シリーズ2023第5戦・阪神タイガース対オリックス・バファローズ」の実況中継（大阪・朝日放送ラジオ制作分をネット）に差し替えで未放送となった。その翌週の11月9日より『はせゆう no ゆめらじお』を放送している。
さらに火・水曜の『好きがつながる!』も年末年始特番明けの2024年1月9日・10日よりそれぞれ30分短縮されていた。。
2024年度は月曜が通年編成、火・水曜は『オトナのホンネ』を生放送する（2024年10月1日開始。火・水曜19時 - 21時）。
木曜は30分番組が4本入る編成になる（内訳は一般番組1本、A&Gプログラム3本）。
金曜は19時台が『文化放送フライデープレミアム（第5期）』、20時からは『アーサー・ビナード ラジオぽこりぽこり』が再再々移動、20時30分からはラジオ大阪制作『せんねん灸プレゼンツ しあわせ演歌・石原詢子です』が日曜8:30 - 8:57より移動し、3分拡大される。
ニッポン放送
長年、ニッポン放送はタレントが担当するバラエティ番組と『ヨッ!お疲れさん』を組んできたが、近年は『ショウアップナイターストライク!』が始まり、ニュース番組が多くなった。また、オールナイトニッポンが放送開始から「X5周年」「X0周年」と周期を迎えると、70-80年代に『オールナイトニッポン』を担当したパーソナリティの特番が組まれることがある。
2019年度は18時台同様『ザ・フォーカス』と『ザ・フォーカス〜フライデースペシャル』を20:20まで編成。20:20以降は曜日別の番組編成の30分番組が入り、スペシャルウィーク中、『ザ・フォーカス』は地方局向けに裏送りされ特別番組を組んでいた。
2020年度はプロ野球の開幕がずれ込みニッポン放送では11月3日 - の開始となるが一部を除くNRN系列地方局は9月29日より先行裏送りでナイターオフ番組を開始する。ただし月曜については先述の18時台既出の通り今年度より従来年度上半期編成の固定番組に据え置きする編成となりLFでは通年編成に固定となり、NRNとしても全国ネットの番組が設定されないため、NRN系地方局は枠を返上あるいは自社ローカル番組制作で枠を埋める編成に切り替えされる。火 - 金曜については『本田圭佑 「NowVoice」』『前田裕二のゼロイチ』『ゲッターズ飯田 ラジオで占いまSHOW』の2時間ワイド3本が曜日別に組み込まれる。金曜の同枠は9月2日まで月 - 木曜の午後に放送されていた帯ワイド『DAYS』から横滑りスライドされる安東弘樹の新ワイド『安東弘樹 Let’s Go Friday』が組み込まれるが20:00終了とし、20時台は特番枠『SPECIAL BOX』を設定して地方局にもそのままネットする。
2021年度は月曜が前年度同様の対応継続、火 - 木曜は19時以降も『鶴光の噂のゴールデンリクエスト』を20時30分まで延長放送とし、NRN系列局にも放送される（9月28日より先行放送される地域がある）。金曜も20時までは『安東弘樹 Let’s Go Friday』を放送（地方局は10月1日より放送、ニッポン放送は3週遅れの10月22日より）。
2022年度・2023年度の火 - 金曜は平日18時台を参照。2023年度の金曜20時30分 - 21時30分は特番枠『SPECIAL BOX』を設けた。
2024年度の火 - 金曜は平日18時台を参照。水曜20時台は「ゲッターズ飯田 ラジオで占いまSHOW」、木曜20時台は『NEXT STAGEへの提言II』、金曜20時台は特番枠『SPECIAL BOX』をそれぞれ設ける。

### 平日21時台
TBSラジオ
- 音楽番組が継続して放送されていた。一時期、おとなの時間割という枠でバラエティ番組が組まれていたが現在は撤退している。唯一、「竹中直人ハードボイルドソーセージ」が「竹中直人〜月夜の蟹〜」と名前を変えて残っている。

文化放送
- 2020年現在は若手芸人、歌手、タレント、声優が担当する30分番組が各曜日2本ずつ組まれている。2013年度からは20時 - 22時で火 - 金帯で『オトナカレッジ』[45][46][47][48]が開始し、2015年度までNRNネット番組として放送された[49]。翌2016年度には2013年3月で中断したNRN地方局向け裏送り番組『ラジオアミューズメントパーク』を3年ぶりに復活させた。なお、文化放送においては2020年度からはナイター中継の定時終了時間を21時に繰り上げたため、この時間帯はそれまでのナイターオフに準じた編成で通年枠化された。

ニッポン放送
- 1時間のバラエティ番組がよく組まれておりここ数年はNRN系列のネット番組を半年限定で放送している。半年限定であることが前提であり、スペシャルウィークのみこの時間帯の番組は休止され18時代から前の枠を延長、もしくは22時からの『オールナイトニッポン』が前倒しで放送され、聴取率調査対象番組となっていない。なお、2020年度は21:20を境としてそれ以降は従来年度上半期の通年固定番組を据え置きにする編成となる。

### 週末
土曜には、19時-21時台にタレントがパーソナリティを務める2時間のバラエティ番組（場合によっては18時からの3時間）が組まれる。18時台にスポーツニュースやバラエティ、音楽番組、トーク番組が放送され、TBSでは1993年度に、深夜の看板番組だったコサキンが、翌1994年度には当時200本安打を達成し時の人になったイチローが後に夫人となる福島弓子と出会うきっかけになったイチローの冠番組、『イチローの気持ちはいつもフルスイング』が月1回で放送された。
日曜には音楽番組、バラエティ番組が組まれるが、TBSラジオは20時台に『ラジオ寄席』（2021年度をもって終了）、21時台に『Science Xitalk（サイエンス・サイトーク）』（村田製作所一社提供）、文化放送は19時台に『ラジオふるさと便』が組まれている。なお、『ラジオふるさと便』は2013年9月をもって終了した。同枠の後継番組は2013年4月より通年番組として編成されている『キニナル』（〜2018年3月）→『竹中功のアロハな気分』（2018年4月〜2020年3月）→『岡副麻希のほくほくみゅ〜じっく』（2020年4月〜2021年3月）→『秋元真夏（乃木坂46）卒業アルバムに1人はいそうな人を探すラジオサンデー』（2021年4月 - 2023年3月）をネットする前提で組まれる。だが、2023年4月の改編で「卒アルラジオ」は月曜25時（翌火曜午前1時）からの30分収録番組へ移動になり日曜19時での放送はなくなった。2023年4月以降は2022年度まで土曜19時に放送していた『カラフルブーケ』が移動し秋田放送や新潟放送にもネットされていたが、2024年3月10日の同番組内にて「2024年4月以降は毎週月曜深夜2時半 - 3時の30分番組になること」が告知された。これにより2000年のナイターオフ（当時の日曜19時台はプロ野球解説者の豊田泰光を起用したスポーツワイド番組『トヨさんのサンデーラジオI』が17:40-20:00で生放送されていた。）より全国ネットの生放送（途中より収録放送へ移行）の番組枠は終了する。
なお、文化放送では土曜のナイター中継は2018年、日曜のナイター中継は2012年をもってそれぞれ終了し、以降はどちらとも通年編成で、日本シリーズの中継のみ「スポーツスペシャル｣として放送されている。
週末はナイターオフ最終週前の土・日曜に編成を終了するがデーゲームなどで無い場合は開幕した週の土・日曜が最終回になる。

## ローカル局における番組編成
クロスネットのローカル局では、中立を保って主に19時台にニッポン放送、20時台にはTBSラジオ、21時台には文化放送のラジオアミューズメントパーク、どこかの時間帯で創価学会提供の音楽番組とのネット番組が放送されることが多いが、21時台を通年編成にする局が増加していることから『ラジオアミューズメントパーク』のネット局は多くない。また、クロスネット局でも19時台・20時台共にニッポン放送の番組を放送することもある。放送局によっては局オリジナルの情報番組、音楽番組が組まれる。近年はプロ野球人気の低下でかつてはネット受けで日本シリーズ全戦を中継していたが2018年現在では日本シリーズ含めポストシーズンの中継はセ・リーグはニッポン放送（クライマックスシリーズは平日のみ）とネット局は地元球団が出場する試合のみでそれ以外の地域は裏送りで通常放送、パ・リーグは文化放送が中継していたが2016年から日本シリーズ以外の中継はしなくなり、地元以外でパ・リーグのCSが放送されるのはセの試合が中止、もしくは早く終了した時の残りの放送時間にニッポン放送、NHKラジオ第一が放送する場合のみとなった。

### 地元球団がある県の場合
関西圏、中京圏の18時台は、関西圏は阪神タイガースやオリックス・バファローズ、中京圏は中日ドラゴンズ、編成によっては地元のJリーグチームのスポーツニュース番組一色になる。他にも野球のフランチャイズがある福岡県、宮城県、広島県、北海道もオリジナル番組だった場合、福岡ソフトバンクホークス、東北楽天ゴールデンイーグルス、広島東洋カープ、北海道日本ハムファイターズの情報コーナーが放送される。また、週末のデーゲームが多い地域では、土日のナイターオフ編成の時間を13時から17時半、18時までとし、ワイド番組をナイターオフ編成にし、ネット番組を繋ぎ番組として放送する局も出てきている。
地域ごとに地元球団の開幕試合がある週に順次ネットを打ち切り開幕戦を放送する。内、北海道、宮城、福岡の3県は開幕前日に『プロ野球三都物語』が放送される。